# پویا امینی
پویا امینی (زاده ۱۵ اردیبهشت ۱۳۵۶ در اراک ) بازیگر، تئاتر، سینما و تلویزیون اهل ایران است. علت اصلی شهرت او بازی در مجموعه‌های تلویزیونی مثل خط قرمز و در قلب من است.

## زندگی شخصی
پویا امینی ۱۵ اردیبهشت ۱۳۵۶ در شهر اراک زاده شد. وی فارغ‌التحصیل رشته کارشناسی کارگردانی نمایش از دانشگاه علم و فرهنگ تهران است و دارای یک فرزند پسر به نام ایلیا است که متولد ۱۳۸۶ است. همچنین عضویت در تیم والیبال و فوتبال و کارتینگ هنرمندان در کارنامه او دیده می‌شود. وی هم‌اکنون عضو تیم فوتبال ستارگان هنر ایران است.

## فعالیت هنری
فعالیتش را در زمان دانشجویی از سال ۱۳۷۶ با بازی در مجموعه تلویزیونی در قلب من به کارگردانی حمید لبخنده و در نقش سینا آغاز کرد. پس از فارغ‌التحصیل شدن با بازیگری در مجموعه‌های تلویزیونی کار خود را ادامه داد. در سال ۱۳۸۲ اولین تجربه بازیگری سینمایی با نقش آفرینی در فیلم سینمایی وعده دیدار در نقش صادق و سپس شام عروسی در نقش پارسا را به دست آورد.
عمده محبوبیت وی به بازی در سریال خط قرمز برمی گردد که در سال ۱۳۸۰ از شبکه ۳ تلویزیون پخش شد.

## آثار

### سینمایی
- چند روز مانده به عید (۱۳۹۳ حسین سحرخیز)
- نشانه‌ها (۱۳۹۲ امیر شفیعیان)
- بزرگ‌مرد کوچک (۱۳۹۰ صادق صادق دقیقی)
- به خاطر تهمینه (۱۳۹۰ رضا ابو فاضلی)
- در کنار مادر (۱۳۸۹ مریم قنبری-مرجان حقیقت دوست)
- راه بی‌بازگشت[۱] (۱۳۸۷ سعید عالم زاده)
- شام عروسی (۱۳۸۴ ابراهیم وحید زاده)
- وعده دیدار (۱۳۸۲ جمال شورجه)

### تلویزیونی
| سال       | عنوان مجموعه                 | سمت    | کارگردان          | شبکه پخش‌کننده            |
| --------- | ---------------------------- | ------ | ----------------- | ------------------------ |
| ۱۴۰۳-۰۴   | مهمان کشی                    | بازیگر | احمد کاوری        | شبکه یک                  |
| ۱۴۰۳      | عالیجناب (رئالیتی شو)        | بازیگر | علیرضا کریم زاده  | شبکه نمایش خانگی نمافیلم |
| ۱۴۰۳      | رستگاری                      | بازیگر | مسعود ده نمکی     | شبکه دو                  |
| ۱۴۰۲      | طعم طمع                      | بازیگر | امیرحسین عنایتی   | شبکه یک                  |
| ١۴٠١      | آتش سرد                      | بازیگر | رضا ابوفاضلی      | شبکه دو                  |
| ١۴٠٠      | فرشتگان بی بال               | بازیگر | امیرحسین عنایتی   | شبکه پنج                 |
| ۱۳۹۷      | دلدادگان                     | بازیگر | منوچهر هادی       |                          |
| ۱۳۹۵      | کامنت                        | بازیگر | راما قویدل        |                          |
| ۱۳۹۱      | تله‌فیلم عامل سوم             | بازیگر | مجید جوانمرد      |                          |
| ۱۳۹۳      | تله‌فیلم «عمق میدان»          | بازیگر | رضا بهشتی         |                          |
| ۱۳۹۱      | فیلم ویدئویی برج میلاد       | بازیگر | رضا یار خلجی      |                          |
| ۱۳۹۱      | راه رفتن روی خطوط            | بازیگر | علیرضا امینی      |                          |
| ۱۳۹۰      | تقدیر                        | بازیگر | عبدالرضا فیروزان  |                          |
| ۱۳۸۹      | دزدان غیردریایی              | بازیگر | بیژن شیرمرز       |                          |
| ۱۳۸۹      | پدر مجرد                     | بازیگر | بیژن شیرمرز       |                          |
| ۱۳۸۹      | اولتیماتوم                   | بازیگر | حسن لفافیان       |                          |
| ۱۳۸۹      | دو قدم تا بهشت               | بازیگر | عبدالرضا فیروزان  |                          |
| ۱۳۸۹      | شاید برای شما هم اتفاق بیفتد | بازیگر | محمود معظمی       |                          |
| ۱۳۸۸      | خسته‌دلان                     | بازیگر | سیروس الوند       | شبکه یک                  |
| ۱۳۸۸      | نقطه آخر                     | بازیگر | بیژن شیرمرز       |                          |
| ۱۳۸۸      | دست شیطان                    | بازیگر | امیر حسین ترابی   |                          |
| ۱۳۸۸      | تا رهایی                     | بازیگر | حسین تبریزی       |                          |
| ۱۳۸۸      | کلانتر ۳                     | بازیگر | محسن شاه‌محمدی     |                          |
| ۱۳۸۷–۱۳۸۸ | شب هزارویکم                  | بازیگر | علی بهادر         |                          |
| ۱۳۸۷      | آدم‌های کوکی                  | بازیگر | محمدرضا اعلامی    |                          |
| ۱۳۸۷      | چند قدم نزدیکتر              | بازیگر | اصغر هاشمی        |                          |
| ۱۳۸۷      | قصیده شب بارانی              | بازیگر | علیرضا سبزه واری  |                          |
| ۱۳۸۷      | تله‌فیلم بیم موج              | بازیگر | راما قویدل        | شبکه یک                  |
| ۱۳۸۷      | انتقام                       | بازیگر | بهروز طاهری       |                          |
| ۱۳۸۷      | ترمه                         | بازیگر | بهروز خلجی        | شبکه تابان               |
| ۱۳۸۶      | شهر بیدار                    | بازیگر | مجید جوانمرد      |                          |
| ۱۳۸۵      | گلریزان                      | بازیگر | مسعود رشیدی       |                          |
| ۱۳۸۵      | بوی خاک                      | بازیگر | اکبر منصور فلاح   |                          |
| ۱۳۸۵      | بوی خوش زندگی                | بازیگر | علی شاه حاتمی     |                          |
| ۱۳۸۴      | آیینه افغان                  | بازیگر | سپهر محمدی        |                          |
| ۱۳۸۳      | خوش‌غیرت                      | بازیگر | علی شاه حاتمی     | نوروز ۱۳۸۴ شبکه ۱        |
| ۱۳۸۳      | کمکم کن                      | بازیگر | قاسم جعفری        | رمضان ۱۳۸۳ شبکه ۲        |
| ۱۳۸۳      | هنگامه                       | بازیگر | مجید جوانمرد      |                          |
| ۱۳۸۲      | قند ترش                      | بازیگر | کوروش خزایی       |                          |
| ۱۳۸۲      | کلانتر                       | بازیگر | محسن شاه‌محمدی     | ز شبکه اول               |
| ۱۳۸۱      | پرده عشق (وعده دیدار)        | بازیگر | جمال شورجه        |                          |
| ۱۳۸۱      | خوش‌رکاب                      | بازیگر | علی شاه حاتمی     | نوروز ۱۳۸۲ شبکه ۱        |
| ۱۳۸۰–۱۳۸۱ | گل مرداب                     | بازیگر | پرویز امیر افشاری | شبکه تهران               |
| ۱۳۸۰      | خط قرمز                      | بازیگر | قاسم جعفری        | شبکه سه                  |
| ۱۳۷۹–۱۳۸۰ | خورشید و ماه                 | بازیگر | مهدی حسینی‌وند     |                          |
| ۱۳۷۸      | زمان شوریدگی                 | بازیگر | محمدعلی نجفی      |                          |
| ۱۳۷۷      | در قلب من                    | بازیگر | حمید لبخنده       | شبکه ۳                   |

### تئاتر
- کابوس شب نیمه آذر (۱۳۹۳)[۱۰] علی کشوری
- کنسرت نمایش بگو کجایی؟ (۱۳۹۷) [۱۱] رضا موسوی
- بولدوزر (۱۳۹۷) آرش سنجابی
- مرگ فیدل(۱۳۹۷) [۱۲] آرش سنجابی
- اتوپیا (۱۳۹۷) آرش سنجابی
- جیرجیرک (۱۳۹۹) آرش سنجابی
- دراکولا (۱۳۹۹) (کارگردانی)
- سمت تاريك خرس (۱۴۰۳)[۱۳] پويا اميني